# Suspense (film)
Suspense is een Amerikaanse stomme korte thriller uit 1913, geregisseerd door Lois Weber en Phillips Smalley. Weber schreef ook het scenario en speelt een van de hoofdrollen in de film. De film bevat een vroeg voorbeeld van het gebruik van een Split screen.
Een versie van de film wordt bewaard in het filmarchief van het British Film Institute. 
In 2020 werd het door de Library of Congress toegevoegd aan het National Film Registry omdat het als ‘cultureel, historisch en esthetisch belang’ voor de Amerikaanse filmgeschiedenis werd gezien.
Het werd in 2018 uitgebracht op dvd/blu-ray in een boxset genaamd: First Women Filmmakers, met een nieuwe score van componist Skylar Nam.

## Verhaalomschrijving
Een dienstbode zegt schriftelijk op en laat haar sleutel onder de deurmat. Een zwerver merkt haar vertrek op en breekt het huis binnen. De vrouw belt haar man pas als ze de indringer ziet. Terwijl ze de inbraak beschrijft, snijdt de zwerver de telefoonlijn door. Haar man steelt een auto en wordt achtervolgd door de politie. Hij ontloopt hen, maar rijdt per ongeluk een man aan. Intussen breekt de zwerver met een mes de kamer binnen waar de vrouw en haar baby zich schuilhouden. De echtgenoot arriveert, de politie schiet op hem, waardoor de zwerver in paniek raakt. Na een gevecht overmeestert de man de zwerver, die door de politie wordt opgepakt. Het stel wordt herenigd en alles wordt vergeven.

## Rolverdeling
- Lois Weber als de vrouw
- Valentine Paul als de echtgenoot
- Douglas Gerrard als de achtervolger
- Sam Kaufman [5] [6] [7] [8] [9] [10] als de zwerver